# 佐藤藤佐
佐藤 藤佐（さとう とうすけ、安永4年（1775年） - 嘉永元年3月8日（1848年4月11日））は、江戸時代後期の公事師・財政家。蘭方医佐藤泰然の父。

## 経歴
出羽国飽海郡にあった庄内藩領升川村（現在の山形県遊佐町）の出身。寛政6年（1794年）、19歳で江戸に出て公事師として活動しているうちに武家の財政再建に関わるようになり、後に旗本水野家や伊奈家に仕えた。
天保11年（1840年）、老中水野忠邦の画策により庄内藩が絡む三方領知替えが発生し、庄内の人々が激しく反発すると（天保義民事件）、藤佐はこれを撤回させるべく、知己である江戸の南町奉行矢部定謙らを通じて幕府に転封の不可を訴えるが、反対に農民の直訴を教唆した疑いで訟廷に召喚される。ところが、その場で転封の非を大いに論じ、矢部がこの取り調べをもとに調書を作り幕閣に提出したことによって領知替えの撤回に成功したとされる(「荘内天保之義民」 清野鉄臣 編纂)。
ただし、当時の記録では佐藤藤佐が取り調べを受けた事実は見つからず、調書が提出されたのは中止通達より5日後であり、取り調べを担当したのは矢部配下の吟味方与力となっている(御側御用取次 新見正路 日記)。
その後、この件で矢部は水野忠邦の恨みを買ったため、冤罪を被せられ失脚したのち、幽閉先で病死した（自らの意思で絶食死したとの説もある）。藤佐は非業の死を遂げた恩人を悼み、荘内領内に矢部を祀った神社（荘照居成神社）を建ててその霊を慰めた。